# Berenguer de Saltells
Berenguer de Saltells (ca. 1318, Cerdanyola del Vallès, Vallès Occidental - ?) fill d'un ric propietari, Raimon de Saltells, i que va desaparèixer, per aixoplugar-se a les muntanyes pirinenques properes a Andorra, l'any 1350, després de matar Arnau Ramon de Biure, abat del monestir de Sant Cugat del Vallès en plena Missa del gall, acompanyat d'altres cinc persones, en no estar d'acord amb l'herència del seu pare, que donava la major part de les propietats al monestir.
Pere el Cerimoniós, en consell fet a Perpinyà per investigar aquest crim, i per tal d'esborrar de la història el record d'aquest llinatge dels Saltells, fins aleshores tan honorable, com a càstig, va donar l'ordre d'enderrocar totes les construccions de la seva mansió de Cerdanyola.